# جاده ئی۴۰ اروپا
جاده ئی۴۰ اروپا (به انگلیسی: European route E40) یکی از جاده‌های اصلی قاره اروپا است.
این جاده که از شهر کاله (فرانسه) شروع شده، در شهر ریدر (قزاقستان) به پایان میرسد و مسافت آن ۸۵۰۰ کیلومتر است.

## نگارخانه

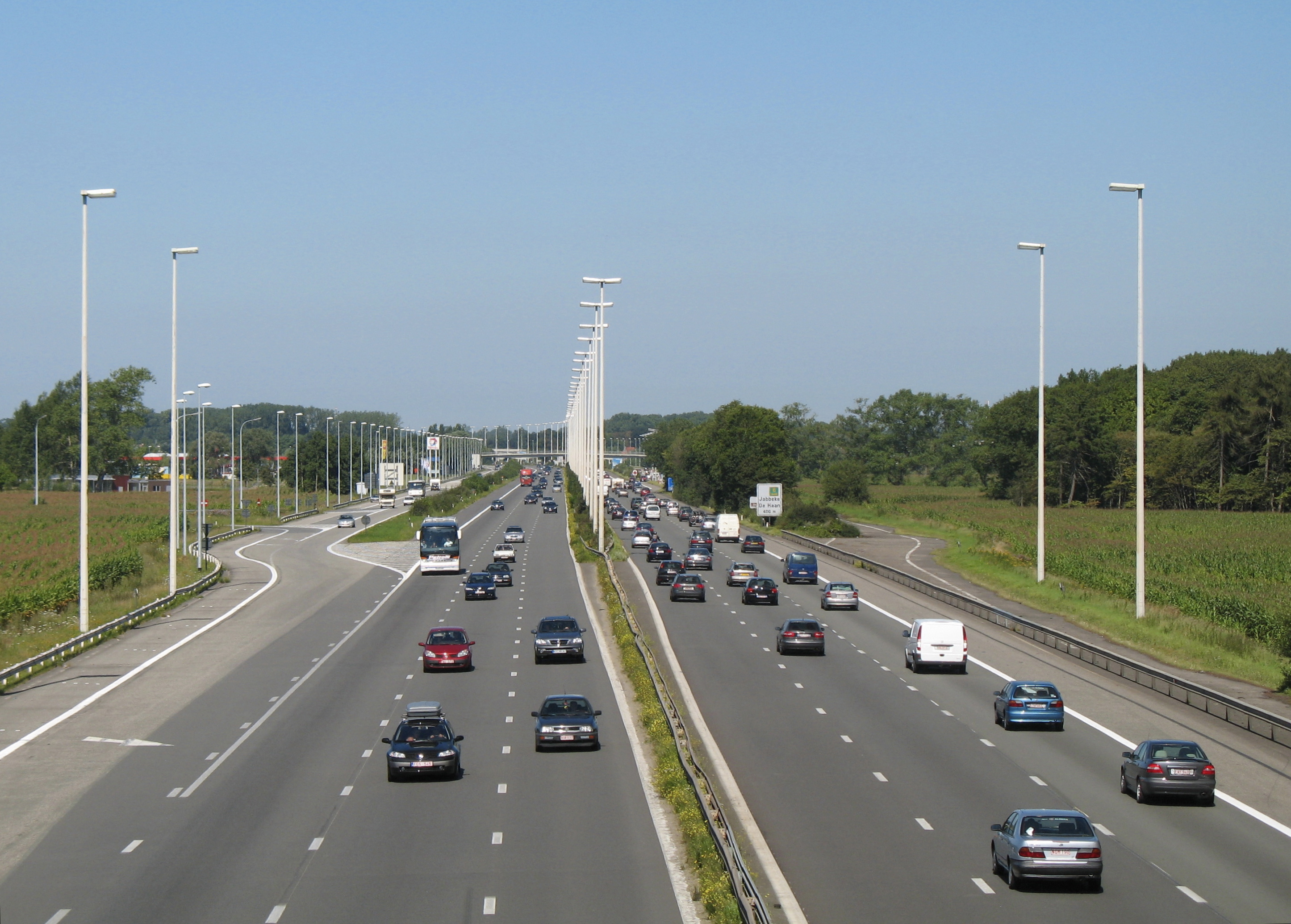
بلژیک
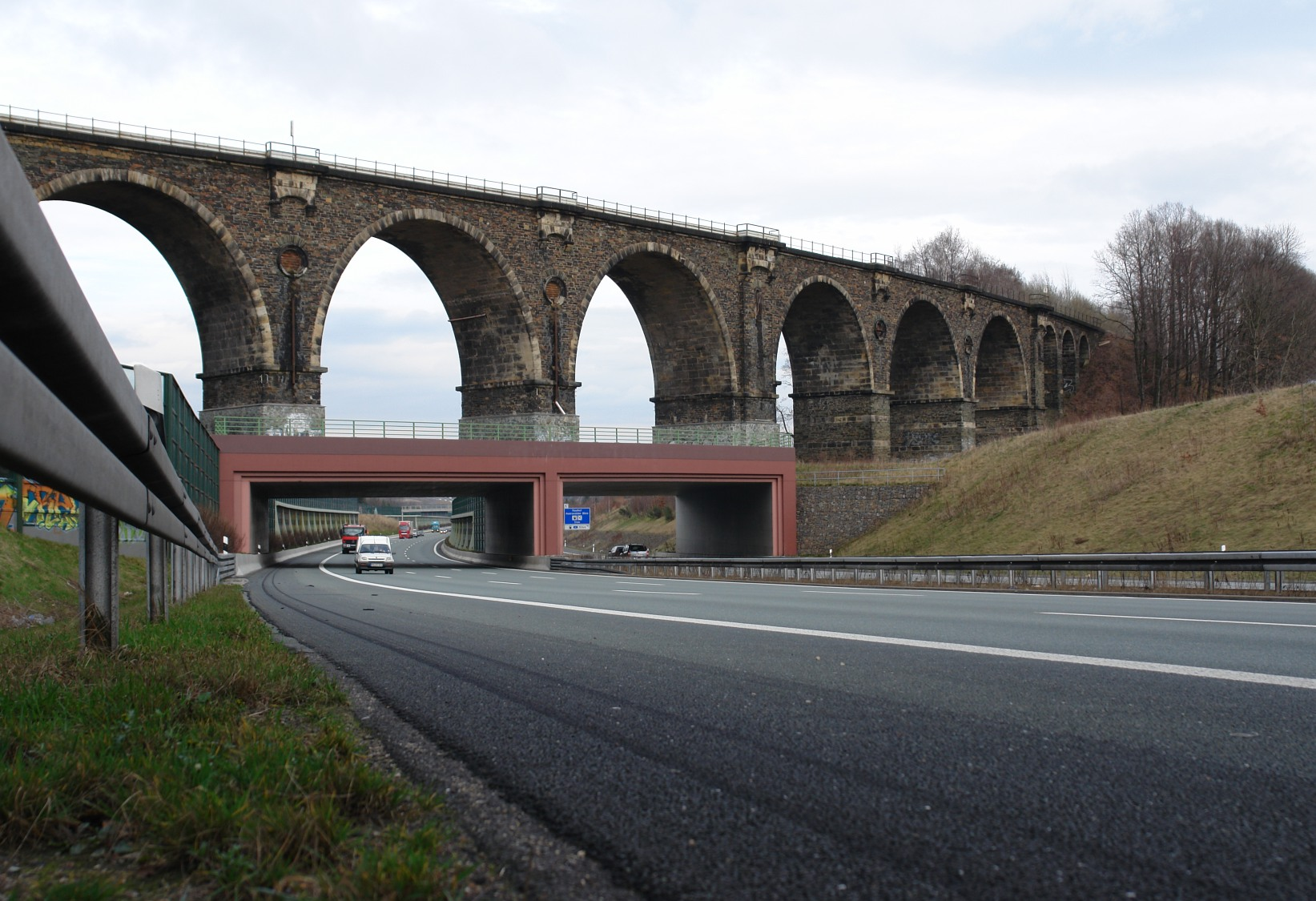
آلمان
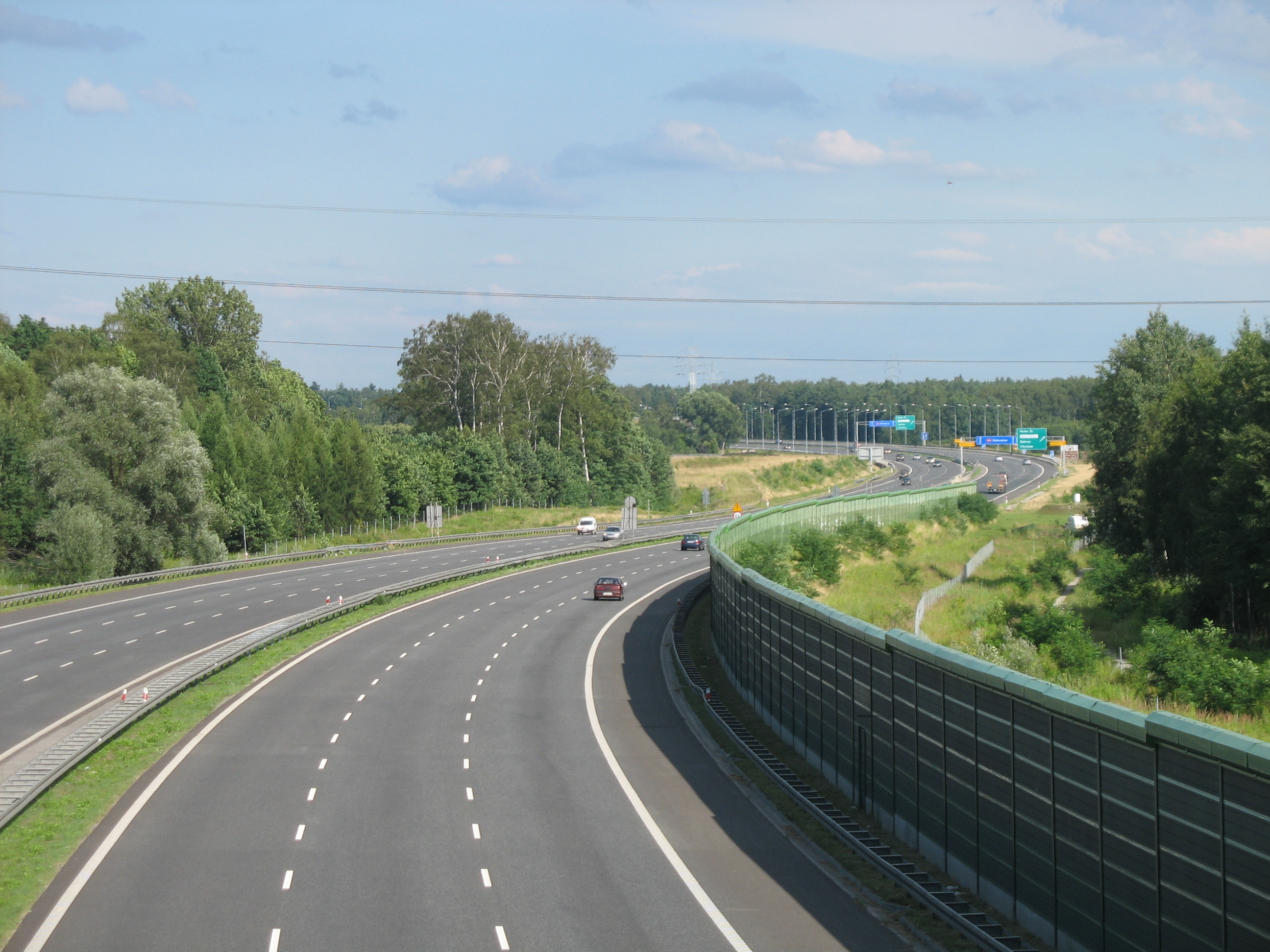
لهستان
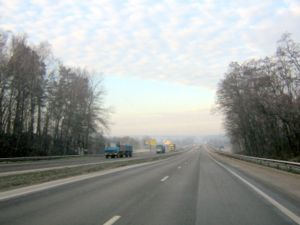
اوکراین
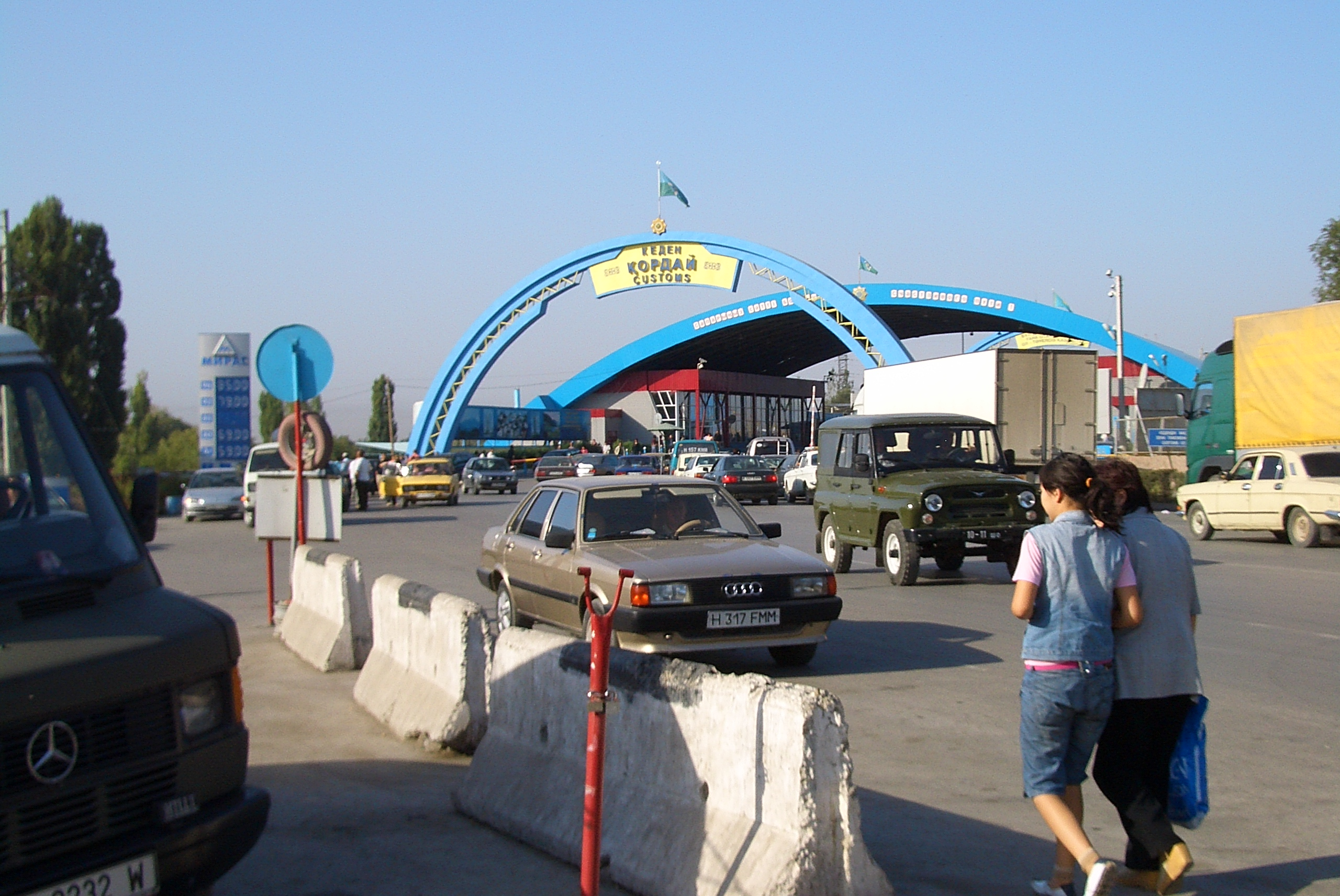
قزاقستان